# Valter Binaghi
Valter Binaghi (Busto Garolfo, 14 luglio 1957 – Busto Garolfo, 12 luglio 2013) è stato uno scrittore italiano.
Originario di Busto Garolfo, provincia di Milano, dove viveva con la moglie Roberta e i due figli, Alice e Francesco, ha insegnato storia e filosofia al liceo scientifico "Claudio Cavalleri" di Parabiago.
Negli anni Settanta si è occupato di controcultura e movimenti giovanili come redattore della rivista Re Nudo.
Ha curato per Arcana alcuni volumi dedicati alla musica pop e rock: Pink Floyd (1978), Punk (1978), Lou Reed (1979), Eroi e canaglie della musica pop (1979) e, più di recente, Johnny Cash, The Man in Black (2010), in collaborazione con il figlio Francesco.
Ha scritto diversi romanzi e racconti lunghi, dal 2004 presentati attraverso reading musicali, in cui accompagnava stralci di letture delle proprie opere a musica live di ispirazione blues e jazz: L'ultimo gioco, con Edoardo Zambon (Mursia, 1999), Robinia Blues (Dario Flaccovio Editore, 2004), La porta degli innocenti (Dario Flaccovio Editore, 2005), I tre giorni all'inferno di Enrico Bonetti, Cronista padano (Sironi, 2007), Devoti a Babele (Perdisa, 2008), Ucciderò Mefisto (Perdisa, 2010), La Sposa Nera (Senza Patria, 2010), I Custodi del Talismano (SottoVoce, 2010), Melissa, la donna che cambiò la storia (Newton Compton, 2012) e il postumo Nome al tavolo Blackjack (Airplane, 2014).
A questi si aggiunge Dieci buoni motivi per essere cattolici (Laurana, giugno 2011), un'esplorazione dell'immaginario cristiano e una testimonianza di fede scritta a quattro mani con Giulio Mozzi.
Suoi racconti sono inoltre presenti nella antologie Lama e trama 3 (Zona 2006), Attenzione Uscita Operai (No Reply 2007), Il Magazzino delle Alghe (Eumeswil 2010) e Assedi e Paure nella casa Occidente (Senza Patria 2010).
Come musicista si è principalmente dedicato al blues, formando diverse band, quali Blues Ortiga, Blue Valentine, Doctor Blue and the Healers. Ha inoltre fondato e diretto il Robinia Caravan, un collettivo musicale composto principalmente da ex-allievi, membri del gruppo musica da lui organizzato per molti anni per gli studenti del liceo C.Cavalleri.
È morto la notte del 12 luglio 2013 dopo una lunga malattia.
Dal 2014 il Comune di Busto Garolfo, dove è nato e vissuto fino alla morte, gli dedica la rassegna musicale estiva Impazza la Piazza.

## Opere
- Pink Floyd (Arcana, 1978)
- Punk (Arcana, 1978)
- Lou Reed (Arcana, 1979)
- Eroi e canaglie della musica pop (Arcana, 1979)
- L'ultimo gioco (Mursia, 1999), con Edoardo Zambon
- Robinia Blues (Dario Flaccovio Editore, 2004)
- La porta degli Innocenti (Dario Flaccovio Editore, 2005)
- I tre giorni all'inferno di Enrico Bonetti, Cronista padano (Sironi, 2007)
- Devoti a Babele (Perdisa Pop, 2008)
- Ucciderò Mefisto (Perdisa Pop, 2010)
- Johnny Cash, The Man in Black (Arcana, 2010), con Francesco Binaghi
- La Sposa Nera (Senza Patria, 2010)
- I Custodi del Talismano (SottoVoce, 2010)
- Dieci buoni motivi per essere cattolici (Laurana, 2011), con Giulio Mozzi, prefazione di Tullio Avoledo
- Melissa, la donna che cambiò la storia (Newton Compton, 2012)
- Nome al tavolo Blackjack (Perdisa Pop, 2014)